# Offerton, Tyne and Wear
Offerton är en by i unparished area Houghton le Spring, i distriktet Sunderland, i grevskapet Tyne and Wear i England. Byn är belägen 13 km från Newcastle upon Tyne. Offerton var en civil parish 1866–1967 när blev den en del av Sunderland och Houghton-le-Spring. Civil parish hade 133 invånare år 1961.